# 't Hoogt (Soest)
 't Hoogt is een natuurgebied ten noorden van Soesterberg en ten zuiden van Soest in de provincie Utrecht. Het gebied in het noordoostelijke deel van de Utrechtse Heuvelrug ligt tussen Landgoed de Paltz en vliegbasis Soesterberg.
Er is veel niveauverschil, ontstaan in de voorlaatste ijstijd. De naam komt van de heuvel van 51 meter boven NAP waar Soesterberg zijn naam aan te danken heeft. Dit gebied was in de tijd van de klokbekercultuur door de hoge ligging op de zandgronden geschikt voor het opwerpen van grafheuvels.

## Over de Bult
Over het Soester Hoogt liep vroeger een kerkpad van het gehucht Soesterberg over 't Hoogt naar Soest. Soesterbergers waren door deze heuvel veel meer op omliggende gemeenten Zeist en Amersfoort georiënteerd dan op de gemeente Soest waar het toe hoorde. Omdat 'de bult' een barrière vormde werd omstreeks 1933 een deel van het Soester Hoogt afgegraven, zodat de weg minder hoog werd. De naam veranderde in Banningstraat en nog later in Veldmaarschalk Montgomeryweg. Tientallen jaren moest de startbaan van vliegveld Soesterberg langer worden gemaakt voor snellere vliegtuigen. De weg over 't Hoogt werd daarom verlegd naar het oosten en kreeg de naam Van Weerden Poelmanweg.

## Flora en fauna

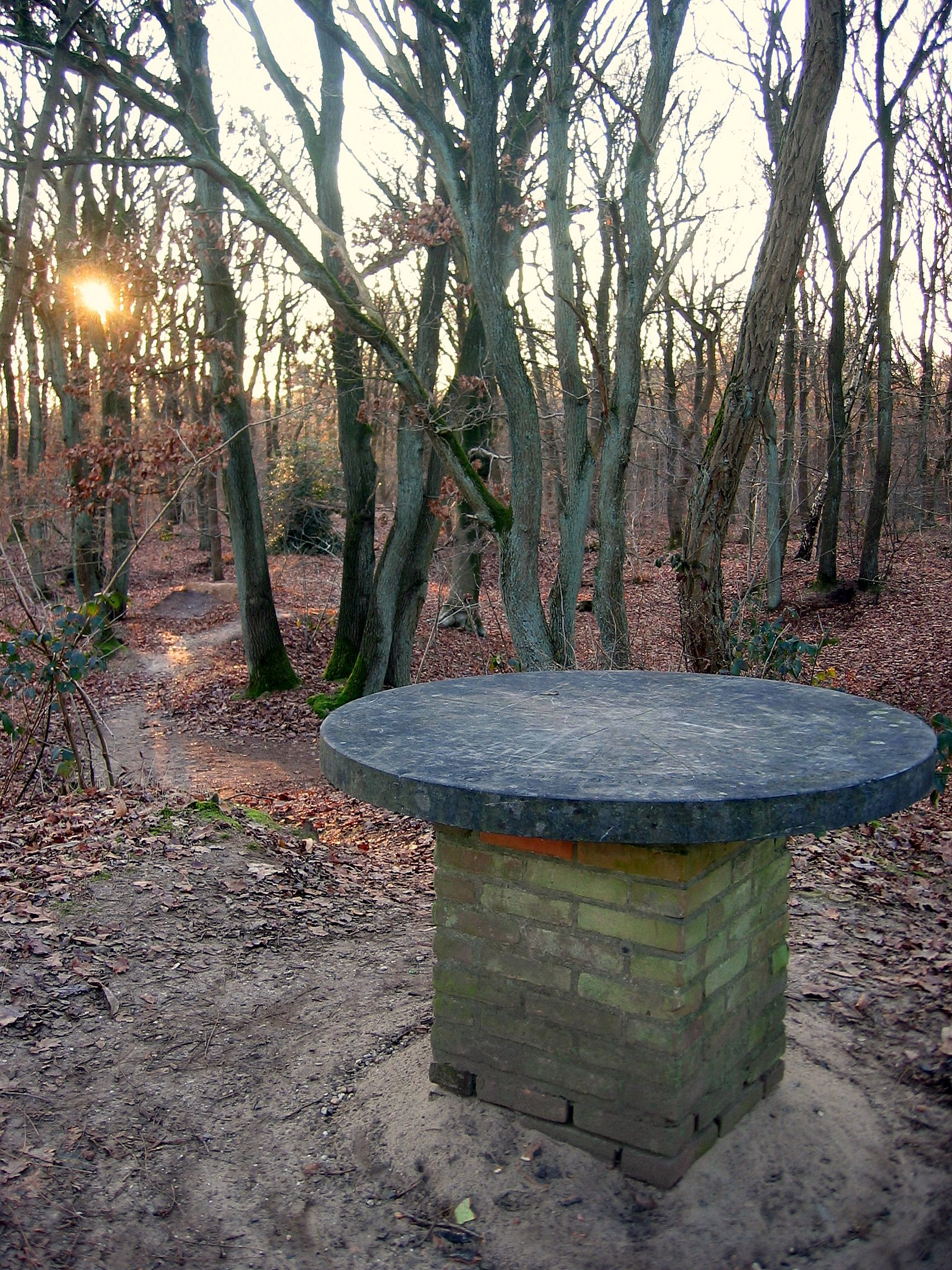
Oriëntatietafel bij 't Hoogt

Het gebied is begroeid met berkenbosjes, kleine eikenboompjes en struiken.
Door het gebied loopt een rode paaltjesroute van 4 kilometer lengte.